# Alianza Bolivariana para los Pueblos de Nuestra América

Państwa należące do ALBA

Alianza Bolivariana para los Pueblos de Nuestra América (ALBA, ang. Bolivarian Alliance for the Peoples of Our America; do 2009 r.: Alternativa Bolivariana para los Pueblos de Nuestra América) – porozumienie gospodarcze podpisane 29 kwietnia 2006 w Hawanie przez przywódcę Kuby Fidela Castro, prezydenta Wenezueli Hugo Cháveza i prezydenta Boliwii Evo Moralesa.
Powstała z inicjatywy Wenezueli jako przeciwwaga dla Strefy Wolnego Handlu Obu Ameryk zaproponowanej przez USA. W odróżnieniu od wielu innych regionalnych stref wolnego handlu, ALBA nastawiona jest na integrację opartą nie tyle na liberalizacji rynków, ile na pewnej wizji dobrobytu społecznego i wzajemnej pomocy gospodarczej. Sprzeciwia się zachodniemu rozumieniu praw patentowych, uznając, że kłóci się ono z prawem narodów rozwijających się do dostępnych lekarstw i żywności. Na 7. szczycie ALBA w kwietniu 2009 postanowiono utworzyć w przyszłości nową regionalną walutę SUCRE (hiszp. Sistema Único de Compensación Regional) w celu uniezależnienia się od dolara.
ALBA ma obecnie 11 członków:
- członkowie-założyciele:
  -  Boliwia
  -  Kuba
  -  Wenezuela
- od 2007 roku:
  -  Nikaragua
- od 2008 roku:
  -  Dominika
- od 2009 roku:
  -  Antigua i Barbuda
  -  Ekwador
  -  Saint Vincent i Grenadyny
- od 2013 roku:
  -  Saint Lucia
- od 2014 roku:
  -  Grenada
  -  Saint Kitts i Nevis

Od sierpnia 2008 do stycznia 2010 w skład organizacji wchodził Honduras. W styczniu 2010 parlament tego kraju zadecydował o opuszczeniu bloku.